# Marcus Moore
Marcus Marchand Moore (Inglewood, 25 dicembre 1980) è un ex cestista statunitense, professionista nella NBDL.